# Vånofärjan
Vånofärjan är en linfärja (vajerfärja) som trafikerar mellan Våno och Mielisholm i Pargas, Finland. Färjeledens längd är 277 meter. Färjan ligger på förbindelseväg 12027.
Den nuvarande färjan är Lautta #201, som byggdes 1995 av Uudenkaupungin Työvene i Finland. Färjan har en lastkapacitet på 70 ton och utrymme för ca. 21 personbilar.